# فص ملح وداخ (فلم)
فص ملح وداخ فيلم كوميدي مصري من إنتاج عام 2016. الفيلم من إخراج تامر بسيوني، وتأليف كريم الحسيني، وإنتاج أيمن يوسف، ومن بطولة عمرو عبد الجليل، و‌هبة مجدي، و‌عبد الرحمن أبو زهرة، و‌صفية العمري، و‌محمد متولي.

## ملخص القصة
تدور أحداث الفيلم في إطار كوميدي حول لعنة تصيب أحد المسارح المهجورة، والذي كان من المفترض أن يؤول لبكري (عمرو عبد الجليل)، وحينما يكتشف أمر اللعنة، يحاول إبطالها، والتي تحل عليه حينما يكون موجودًا في هذا المكان.

## طاقم التمثيل
- عمرو عبد الجليل
- هبة مجدي
- عبد الرحمن أبو زهرة
- صفية العمري
- محمد متولي
- إنعام سالوسة
- ويزو
- حمدي الميرغني
- أمجد عابد
- مصطفى أبو سريع
- جهاد سعد
- نور الكاديكي
- شروق عبد العزيز
- أحمد صفاء
- نور قدري
- مدحت شاكر
- مي فخري
- إسراء الصابوني
- محمد السباعي
- عوض بدوي
- محمد الغريب
- محمد الحناوي
- عبد العزيز حسين
- عمرو عمروسي
- مصطفى يوسف
- اشرف الشحات
- احمد مؤمن

## الإنتاج
كتب كريم الحسيني قصة وسيناريو الفيلم، وكان الفيلم من إخراج تامر بسيوني. المنتج أيمن يوسف.